# Edvard Rosenblom
Edvard Rosenblom (oftast bara kallad "Rosenblom") är visdiktaren Ulf Peder Olrogs alter ego. Han är den fiktive författaren till Rosenbloms visor och huvudperson i många av dem. I ingressen till varje visa brukar det berättas om bakgrunden till varför Rosenblom skrev denna visa.

## Bakgrund
Olrog berättar om Rosenblom att han föddes i Oxelösund, av "fattiga men hederliga föräldrar", och att han hade en stor lust att studera; studierna vid Uppsala universitet bekostade han genom att på ferierna uppträda som musiker på dansbanor runt om i Södermanland. Rosenblom blev dock inte någon framgångsrik student; han föredrog det glada livet på nationerna framför studierna. I förordet till den första delen av Rosenbloms visor får man veta att han under andra världskriget blivit inkallad till militärtjänst på Gotland och sedan aldrig mer avhörts; hans vänner har då givit ut några av hans efterlämnade visor, delvis för att på så sätt få tillbaka de pengar han var skyldig dem. I förordet till nästa vissamling har Rosenblom dock återvänt till Uppsala och börjat skriva nya visor.
Efter avslutade studier fick Rosenblom en tjänst som kristendomslärare i Skövde och träffade där servitrisen Märta, som blev hans livs stora kärlek och sångmö; romansen fick dock inget lyckligt slut. I visan Rosenbloms vaggsång får man dessutom veta att Rosenblom har ett utomäktenskapligt barn i Tierp.